# Волфсшанце
„Волфшанце“ (на немски: Wolfsschanze, „Вълчата бърлога“ или „Вълчото леговище“) е команден пункт за Източния фронт на германското командване по време на Втората световна война. Използван е от 21 юни 1941 до 20 ноември 1944 година, като тук германският фюрер Адолф Хитлер прекарва повече от 800 дни, т.е. половината от войната. „Волфшанце“ е разположен в Източна Прусия, край днешния полски град Кентшин.

## Местоположение
Главното командване на фюрера „Волфшанце“ е комплекс от повече от 80 бункера и укрепени сгради в средата на гъста гора, разположен на защитена територия от 250 хектара. Нуждите на комплекса са били осигурявани чрез близкото летище Виламово и железопътната гара. Той е бил свързан с Берлин чрез директен телефонен кабел.
Строителството на командния пункт Изграждането на курса, извършено от организацията „Тод“, започва през 1940 г. и продължава фактически до 1944 г. Местоположението му (сред Мазурските езера и блата) първоначално се избира, като се има предвид относителната близост до съветската граница, отдалечеността от големите селища и недостъпността. 

## Безопасност
Територията на командния пункт е била заобиколена от няколко пръстена от прегради с бодлива тел, минни полета, наблюдателни кули, картечни и зенитни позиции. За да се избегне откриването във въздуха, са били използвани модели на дървета и камуфлажни мрежи. Но точната позиция на „Волфшанце“ е била известна на съветското разузнаване още през октомври 1942 година.

## Използване
Командният пункт е имал около 200 сгради, които са приютявали около 2000 души, адютанти, гвардейци от SS, маршал Херман Гьоринг, фелдмаршал Вилхелм Кайтел и личния лекар на диктатора. В района има различни военни и цивилни сгради от бетон и тухли, включително кино и две казина. Там е имало и няколко дървени бараки.
1. Офис и жилищни сгради на Хитлер и телохранителите му
2. Охрана и служба за сигурност
3. Авариен генератор
4. Бункер
5. Сграда на ръководителя на пресата д-р Ото Дитрих
6. Барака за Съвет – място на безуспешния атентат срещу Хитлер на 20 юли 1944 година
7. Сигурност
8. Скривалище от въздушна атака за гости
9. Бодигардове
10. Сграда за стенографски услуги
11. Сигурност, първата охрана на Хитлер Ратенхубер, началник на полицейското управление Хьол, поща
12. Телекс
13. Гаражи
14. Влак
15. Кино
16. Отоплителни сгради
17. Сграда на докторите Морел, Боденшац, Хевел, Вос, Волф, Фегелейн
18. Складове с провизии и запаси
19. Сграда на Мартин Борман, личен секретар на Хитлер
20. Скривалище от въздушни нападения за Борман и личната му среда
21. Жилището и бункерът на Адолф Хитлер
22. Сграда на личния военен адютант на Хитлер и Вермахта
23. Казино II
24. Сграда на Генерал Алфред Йодл, началник на армейското ръководство във Върховния команден състав на Вермахта
25. Противопожарно езеро
26. Служба на Министерството на външните работи
27. Сграда на Д-р Фриц Тод, след фаталния си инцидент: Алберт Шпеер
28. Сграда на хотелски бодигардове
29. Сграда за подслон от въздушно нападение с блокове Flak и MG на покрива
30. Казино I
31. Нова чайна
32. Сграда на генерал-фелдмаршал Вилхелм Кейтел, началник на Висшето командване на Вермахта
33. Стара чайна
34. Сграда на райхсмаршал Херман Гьоринг
35. Сграда за подслон от въздушно нападение с Göring Flak, MG и рефлекторни модули
36. Представителство на Висшето командване на военновъздушните сили
37. Представителство на Висшето командване на флота
38. Бункер със станция Flak
39. Гробище
40. Жп линия Кентшин – замък Ангер (Węgorzewo)

Генералният щаб, който е бил скрит в сърцето на гора, заобиколена от езера и от блата в бившата Източна Прусия, е най-големият от 10-те бункера, използвани от Хитлер. Стените на бункера на Хитлер са били с дебелина 6 м, а таванът – с дебелина 8 м. Оттук се командва нападението над Съветския съюз. Фюрерът отива във „Вълчата бърлога“ 2 дни преди атаката. „Волфшанце“ е било идеалното място за командване на войната срещу СССР.
Във „Вълчата бърлога“ са се родили идеите за изтребването на евреите, лагерите на смъртта, и решението да не взимат пленници от Варшавското въстание през 1944 г., след потушаването му бъде изравнена със земята полската столица, след които са убити 250 000 поляци и над 5,5 милиона евреи. Тук Хитлер е посрещал гости, съюзници на нацистка Германия, като италианския диктатор Бенито Мусолини, който е идвал на това място 3 пъти, Пиер Лавал – водач на Вишисткия режим във Франция, българският цар Борис III през август 1943 г., когато отказва да изпрати войски на източния фронт срещу СССР и няколко дни след това внезапно умира при загадъчни обстоятелства. 
На 20 юли 1944 г. тук е извършен 43-тият неуспешен опит за покушение над Хитлер в сградата, обозначена с номер 6 на картата. Клаус Шенк граф фон Щауфенберг поставя на масата до Хитлер чанта с взрив, но след като напуска помещението, немски офицер премества чантата под масата, за да не му закрива картата. Масивната дъбова маса предпазва Хитлер от силната детонация. 
Както посочва британският писател Антъни Бийвор в книгата си „Падането на Берлин“, Хитлер напуска щаба на „Вълчата бърлога“ при приближаването на Червената армия на 10 ноември 1944 г., като заминава за Берлин, където правят операция на гърлото му. На 10 декември той се премества в друг секретен команден пункт, разположен в гориста местност близо до Зигенберг, на по-малко от 40 километра от Франкфурт на Майн. Кодовото му име е „Орлово гнездо“ (Адлерхорст).
През зимата на 1945 г. Червената армия напредва до Ангург (сега Węgorzewo), на 15 км от централата. „Волфшанце“ е изоставен от германските войски. На 25 януари 1945 г. силно укрепеният щаб е взривен от германски сапьори, които използват около 10 т експлозиви за всеки един от бункерите.
След войната полската армия почиства германските минни полета около комплекса в две фази от 1945 до 1956 година. От там са махнати 54 000 мини.
Днес „Волфшанце“ е музей, който работи целогодишно. Останали са огромни блокове железобетон, обрасли с дива растителност. Филмите за Хитлер и за покушението срещу него привличат още повече туристи. На територията на комплекса има паметник на заговорниците от 20 юли. Обектът е ръководен от частна фирма с полско и австрийско капиталово участие. Посещава се годишно от 200 000 туристи, главно германци. 
През 1919 г. е взето решение да се реставрира помещение № 6 с военните карти в бившия нацистки бункер – мястото, на което на 20 юли 1944 г. Клаус фон Щауфенберг прави неуспешен опит за покушение срещу Хитлер. Фигури с човешки ръст, изобразяващи Хитлер и останалите присъстващи, ще възстановят обстановката. 

## Панорама
- „Вълчата бърлога“ на днешната политическа карта на Европа
- Макет на Волфшанце
- Адолф Хитлер оглежда пораженията от „адската машина“ предназначена да го убие, 20.7.1944.
- Съвременен поглед от вътрешността на „Вълчата бърлога“
- Бункерът на Хитлер отпред
- Бункерът на Хитлер
- Бункерът на Вилцзи Заниец.
- Бивш офицерски хотел, днес – туристически хотел във Волфсшанце